# X-Chat
Екс-чат (енгл. XChat), често писан и као X-Chat или xchat, један је од најпопуларнијих ИРЦ клијената за јуниксолике системе. Такође је доступан и за Windows и Mac OS X (преко посебног пројекта, X-Chat Aqua, који је у синхронизацији са главном граном развоја и далеко је популарнији од званичне верзије коју одржава Финк пројекат). Овај програм има избор за приказ по језичцима или преко дрвета, подршку за више сервера, и висок ниво могућности подешавања. Доступне су верзије за командну линију и са графичким интерфејсом, иако употреба графичке верзије далеко надмашује употребу верзије за командну линију. Софтвер је лиценциран под ГНУ Општом јавном лиценцом и користи GTK+ алате за свој интерфејс.

## Додаци
У X-Chat могу да се убацују скрипте написане у неколико програмских језика: Perl, , Tcl, and Ruby. Те скрипте су доступне као спољашњи додаци и садрже бинарни модуларни интерфејс, обично за програмски језик C.
Додаци могу да се "каче" за разне врсте догађаја у X-Chat-у:
- серверске догађаје као што је NOTICE или нумеричке шифре дефинисане у  1459 као што је 376 за крај MOTD.
- командне догађаје као што је mycmd која дозвољава додавање нових команди (које се покрећу у дијалогу за унос преко /command arg1, arg2, ...) или замењивање интерних команди као што је say, команда која се имплицитно покреће када корисник шаље поруке.
- догађаје везане за штампање текста на екран који се налазе у "Text Events" дијалогу.
- догађаје за "тајмаут" који треба да се позивају сваких n милисекунди.

У прва три случаја, додаци могу да одреде да ли желе да замене већ постојећу функцију или не.

## Контроверза око шервера
Од 23. августа 2004. године, званична верзија за Windows постала је шервер и мора да се купи за $20 или $25 након тридесетодневног пробног периода. Било је доста дискусија око легалности оваквог потеза. Пошто X-Chat пројекат није тражио додељивање ауторског права, развијач пројекта заправо не држи ауторско право на целокупан код. Иако је понудио да уклони и поново напише све закрпе, уколико га аутор закрпа замоли да то уради, многи осећају да он и даље крши ОЈЛ лиценцу, поготово због тога што код није доступан. Незваничне верзије за Windows X-Chat-а Архивирано на веб-сајту  (5. децембар 2006) доступне су (без накнаде) преко сарадника који одржавају бинарне кодове најновијег издања, а често и са CVS-а.

### Подршка
- Вебсајт X-Chat-а
  - Често постављена питања
  - Форум
  -  вики, информације које се не могу наћи у ЧПП-у
- вебсајт
- канал подршке на  мрежи[мртва веза]
- канал подршке на  мрежи[мртва веза]

### Незваничне верзије
- за

#### Windows верзије (GPL)
за Windows Архивирано на веб-сајту  (28. јул 2005)
Верзије које се и даље ажурирају:
- верзија Архивирано на веб-сајту  (17. мај 2008) (алтернатива)
- верзија

Верзије које се више не ажурирају:
- верзија
- верзија
- верзија
- верзија
- верзија
- верзија

### Додаци трећих странака

#### Програмски језици
- додатак
- додатак
- додатак
- додатак

#### Системски треј
- за  на Windows-у